# 7342 Uchinoura
7342 Uchinoura (1992 FB1) là một tiểu hành tinh vành đai chính được phát hiện ngày 23 tháng 3 năm 1992 bởi K. Endate và K. Watanabe ở Kitami.